# Дон
Дон — река в европейской части России. Длина реки — 1870 км, площадь водосборного бассейна — 422 000 км². Средний расход воды — 680 м³/с. Уклон реки — 0,096 м/км. Пятая по протяжённости река Европы.
Исток Дона располагается в городе Новомосковске, находящемся в северной части Среднерусской возвышенности, на высоте около 180 м над уровнем моря. Исток Дона является одной из главных достопримечательностей города.
Впадает в Таганрогский залив (бассейн Азовского моря).
На Дону расположены два города-миллионера: Ростов-на-Дону — непосредственно на реке, Воронеж — у впадения в Дон реки Воронеж.

## Этимология
Название реки Дон (др.-рус. Донъ) происходит от скифо-сарматского слова *dānu-, родственного авест. dānu «река», др.-инд. dānu «капель, роса, сочащаяся жидкость». Осетинский язык, наследник скифо-сарматского, содержит однокоренное слово дон («река, вода»). В. И. Абаев отмечает, что «переход dān → don произошёл не ранее XIII—XIV веков, когда осетины (аланы) уже не были массово представлены на юге России, поэтому русскую форму „Дон“ нельзя связывать непосредственно с современным осетинским don». Таким образом, эти слова родственны через скифо-сарматский язык, но звуковой переход ā → o произошёл в славянском и осетинском независимо друг от друга.
В Осетии, которая является одной из частей исторической Алании, по сей день все реки пишутся с морфемой -дон в постпозиции: Ардон, Фиагдон, Урсдон, Геналдон и т. д. Реки Днепр, Днестр, Донец и, возможно, Дунай имеют схожую скифо-сарматскую этимологию, так как находились на территориях, населённых скифами.
Донец — уменьшительно-ласкательная форма названия Дон, возникшая в древнерусском языке. Это название имеют несколько рек, большинство из которых находится в бассейне Дона: Северский Донец, Липовый Донец, Мёртвый Донец, Сажной Донец, Сухой Донец. Донец — древнерусское (X—XIV века) название реки Уды.

### Древнее название
Античные авторы, в том числе Геродот, называли Дон Танаисом (др.-греч. Τάναϊς). Геродот, а впоследствии и Страбон описывали Танаис как реку, текущую из северных областей. Страбон считал ошибочным мнение Феофана Митиленского, что истоки Танаиса находятся на Кавказе.
Древнегреческий географ Клавдий Птолемей указал координаты истока и устья Танаиса, руководствуясь которыми Б. А. Рыбаков выдвинул гипотезу о том, что этой рекой у Птолемея мог быть Северский Донец, доведённый по нижнему течению нынешнего Дона до Азовского моря. Между тем, Северский Донец у Геродота назывался Гиргисом.
В устье реки Танаис, недалеко от впадения в Азовское море, на основном русле реки на тот момент, названном позднее «Мёртвый Донец», была основана греческая колония Танаис.

## История
Согласно теории черноморского потопа, в древности[уточнить] Азовского моря не существовало. В тот период Дон впадал в Чёрное море в районе современного Керченского пролива. В хапровской аллювиальной толще, относящейся к русловой фации палео-Дона, Н. К. Верещагиным в 1954 году в Левенцовском карьере на западной окраине Ростова-на-Дону был обнаружен фрагмент плюсневой кости верблюда вида Paracamelus alutensis № 35676 со следами рубки и пиления-резания каменным орудием, который относится к финалу среднего виллафранка (2,1—1,97 млн л. н.).
Относительно доисторического времени сведения о Доне даёт Риттер в своей «Vorhalle».
Полибию источники Дона неизвестны. На карте Пейтингера Дон, хотя и впадает в Меотийское озеро (Азовское море), но истоки его лежат на какой-то горе на самом берегу океана, причем у истока его сделана на карте надпись: «Река Танаис, отделяющая Европу от Азии». Иордан в Гетике заставляет низвергаться Танаис с Рифейских гор.
Немало следов древнейшего знакомства норманнов с Доном сохранилось в сагах, где он именуется Ванаквисль (исл. Vanakvísl). Немало мифических сказаний собрано также графом Потоцким.
По Дону спускался Святослав со своею дружиною в походе на хазар.
В Киевской Руси Донцом назывался не современный Донец, а река Уды, на которой стоял древнерусский, пограничный со Степью город Донец новгород-северского княжества. В свою очередь, современный Донец тогда назывался Дон.
По мнению Б. А. Рыбакова, то, что сказано в «Слове о полку Игореве» про Донец, на самом деле относится к Удам (в частности, диалог князя Игоря Святославича с рекой), а то, что сказано про Дон, на самом деле относится к Донцу.
Во время путешествия Плано-Карпини, в 1246 году, берега Дона находились в ведении Тубона, шурина Батыя. Рубрук (Рубруквис), путешествовавший по югу России в 1253 году, сообщает о переправах на Дону, которые содержали русские по приказанию Батыя и Сартака, скорее всего бродники; переправа поддерживалась барками.
Барбаро, рывший клады и вскрывавший курганы аланов по берегу Дона, рассказывает о рыбных ватагах на Дону и Азовском море.
Амброджо (Амвросий) Контарини пишет, будто русские признавали Дон святой рекой за её рыбные богатства. Проезжая в качестве венецианского посла через донские степи, Контарини и спутник его, Марк Руф, ничего не видали, кроме неба и земли, не находили ни дорог, ни мостов, сами делали плоты при переправах и восхваляли милость Божию, когда достигли Рязанской области.
Точно так же отзывается о Доне митрополит Пимен, проехавший здесь в 1389 году в Царьград.
В 1514 году первый посол турецкий, князь мангутский Феодорит Камал, и русский посол Алексеев по пути в Москву терпели недостаток и голод в придонских степях, лишились коней; их «увалило снегом, так что едва живые добрались до пределов Рязанских».

### Город Тана
При Герберштейне русские купцы грузили свои товары, отправляемые по Дону в Кафу, Азов и др. города, близ Данкова, большей частью осенью. О нижнем течении реки известно, что в глубокой древности на устье Дона существовал город Тана. Построенный греческими колонистами, он находился в зависимости от Боспорского царства.
Позднее Тана, цветущий торговый город, принадлежал то венецианцам, то генуэзцам.
В 1475 году завоёванная турками Тана была переименована в Азаф, или Азов. С тех пор все посольские и торговые дела Русского государства с Крымом и Царьградом справлялись главным образом по Дону.

## География

### Исток

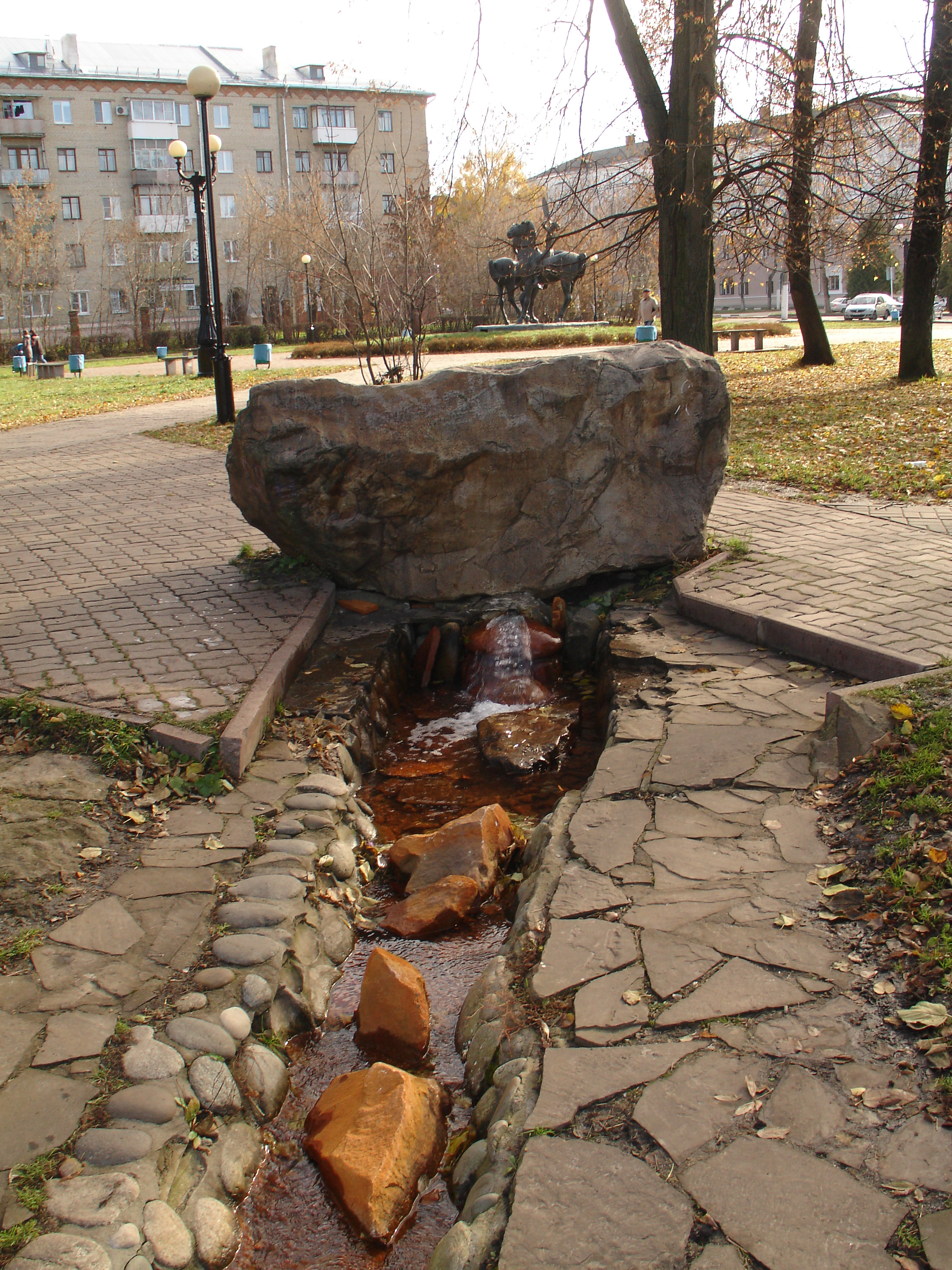
Исток Дона

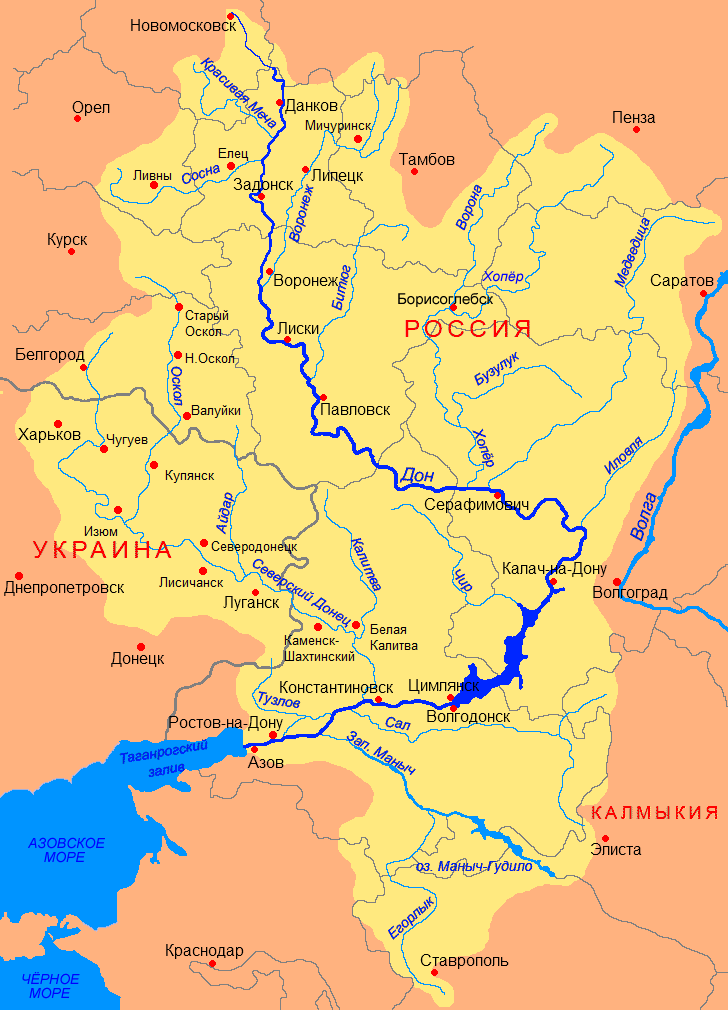
Бассейн Дона

Исток Дона расположен в северной части Среднерусской возвышенности, на высоте около 230 м над уровнем моря. Раньше за начало реки принимали место выхода из озера Иван (поэтому саму реку поэтически называли Доном Ивановичем; в действительности стока вод из Иван-озера в Дон обычно не происходит). Позднее, после сооружения Шатского водохранилища к северу от города Новомосковск Тульской области, которое поглотило Иван-Озеро, за исток Дона часто принимали уже Шатское водохранилище, однако оно отгорожено от реки железнодорожной дамбой. Истоком Дона ныне принято считать исток ручья (или реки) Урванки, расположенный в черте Детского парка г. Новомосковска в 2—3 км к востоку. В этом месте установлен архитектурный комплекс «Исток Дона». Сам источник в этом комплексе искусственного происхождения и запитан от водопроводной сети.

### Характер долины и русла
Характер долины и русла Дона типичен для равнинных рек. Он имеет плавный продольный профиль с уклонами, постепенно уменьшающимися к устью (рис. 1), средний уклон составляет 0,1 ‰. Почти на всем протяжении Дон имеет разработанную долину с широкой поймой, множество рукавов (ериков) и староречий, и достигает в нижнем течении ширины 12—15 км. В районе города Калача-на-Дону его долина сужается отрогами Средне-Русской и Приволжской возвышенностей. На этом коротком участке пойма у реки отсутствует.
Для Дона, как и других рек региона, характерно асимметричное строение долины. Правый коренной берег — высокий и крутой, а левый — пологий и низменный. По склонам долины прослеживаются три террасы. Дно долины заполнено отложениями аллювия. Русло извилистое с многочисленными песчаными мелководными перекатами.

### Большая излучина Дона
Большая излучина Дона (также, Донская лука́) — от Серафимовича (бывшей станицы Усть-Медведицкой) до Калача-на-Дону, а также охватываемая рекой местность. В этом районе Дон делает несколько крутых изгибов, в общем направлении течения на восток, а потом резко поворачивает к югу и сближается с Волгой на расстояние 60 километров, и течёт на 40 метров выше уровня Волги.
Большую излучину разделяют на систему менее крупных излучин. Выделяют две излучины второго порядка, Кременскую и Сиротинско-Трёхостровскую, и четыре третьего порядка.

### Дельта Дона
Устье и дельта Дона — Таганрогский залив Азовского моря. От Ростова-на-Дону образует дельту площадью 540 км². Там русло Дона разделяется на многочисленные рукава и протоки (гирла), в том числе — Мёртвый Донец, Старый Дон, Каланча, Большая Кутерьма, Переволока, Егурча.

## Водный режим

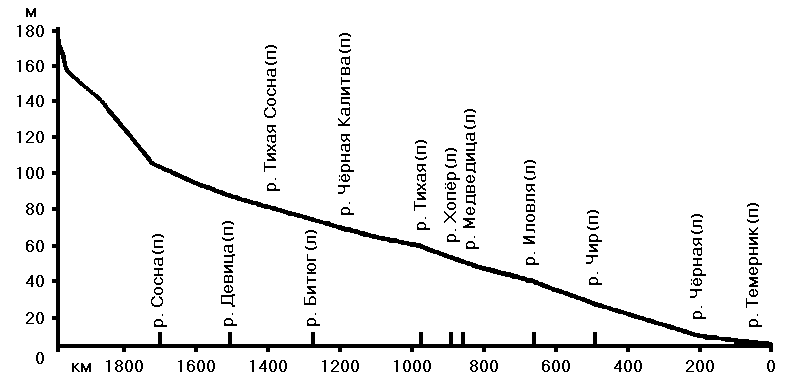
Рис. 1. Схематический продольный профиль р. Дон

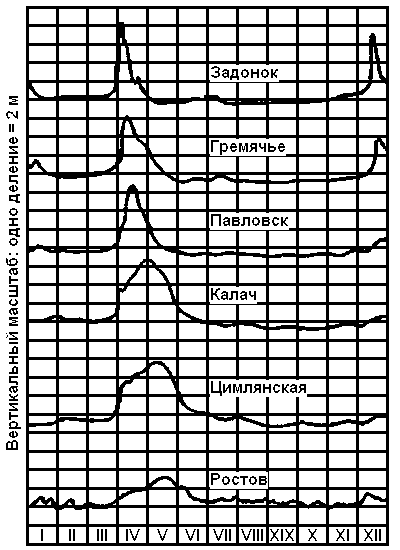
Рис. 2. Графики колебаний уровня воды р. Дон (1907 г.)

Бассейн Дона целиком находится в пределах лесостепной и степной зон, чем объясняется относительно малая водность при большой площади водосбора. Средний годовой расход воды составляет 900 м³/с, модуль стока около 2 л/(с×км²). Относительная водность Дона в 5—6 раз ниже, чем у рек Северного края (Северная Двина, Печора).
Водный режим Дона также типичен для рек степной и лесостепной зон. Высока доля снегового питания (до 70 %) при сравнительно слабом грунтовом и дождевом питании. Дон отличается высоким весенним половодьем и низкой меженью в остальное время года (рис. 2). С окончания весеннего половодья и до начала нового весеннего подъёма уровень и расход воды постепенно падают. Осенний паводок слабо выражен, летние паводки крайне редки.
Амплитуда колебания уровня воды в реке значительна на всем протяжении и достигает 8—13 м. Дон широко разливается по пойме, особенно в нижнем течении. Половодье часто происходит в виде двух волн. Первая возникает за счёт поступления в русло талых вод из нижней части бассейна (по-местному — холодная вода или казачья), а вторая образуется водами, поступающими с верхнего Дона (тёплая вода). Иногда, при запаздывании снеготаяния в нижней части бассейна, обе волны сливаются и половодье становится более высоким, но менее продолжительным.
Дон замерзает в конце ноября — начале декабря. Ледостав держится от 140 дней в верховьях и до 30—90 дней в нижнем течении. Река вскрывается в низовьях в конце марта и отсюда вскрытие быстро распространяется к верховьям.
| Средний расход воды (м³/с) реки Дон по месяцам с 1891 по 1984 гг. (замеры производились на гидрологическом посту в Раздорской) |

## Использование

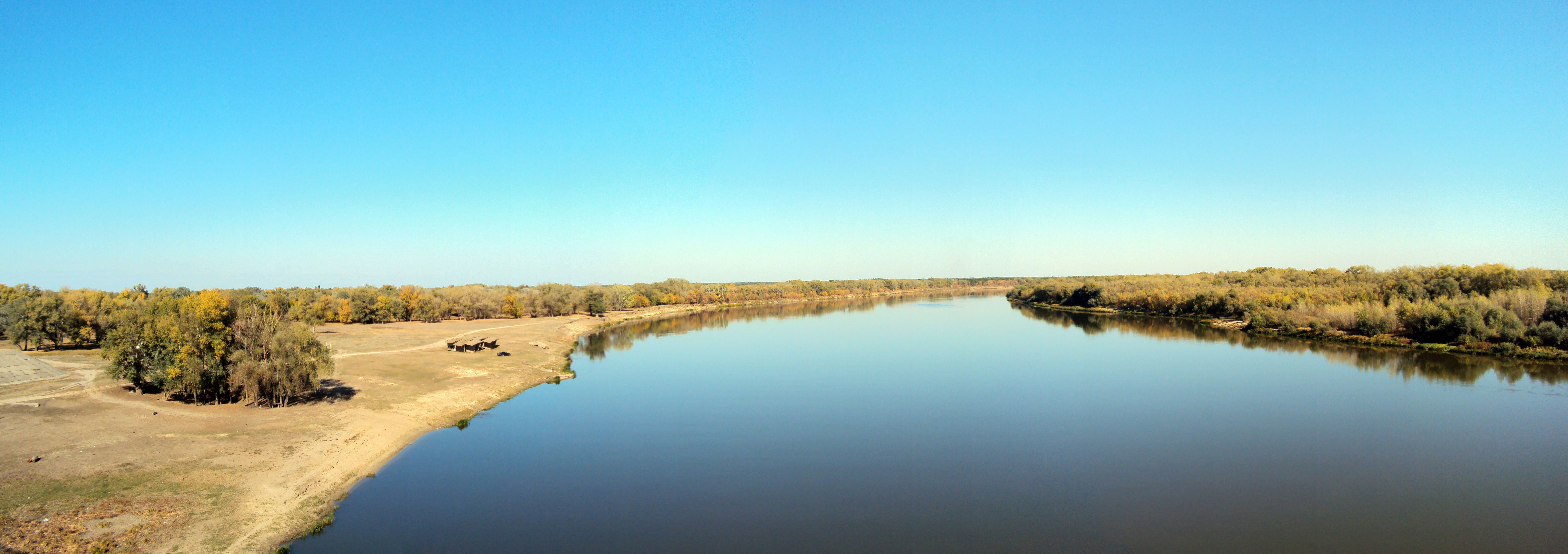
Вид на реку Дон с Серафимовичского моста

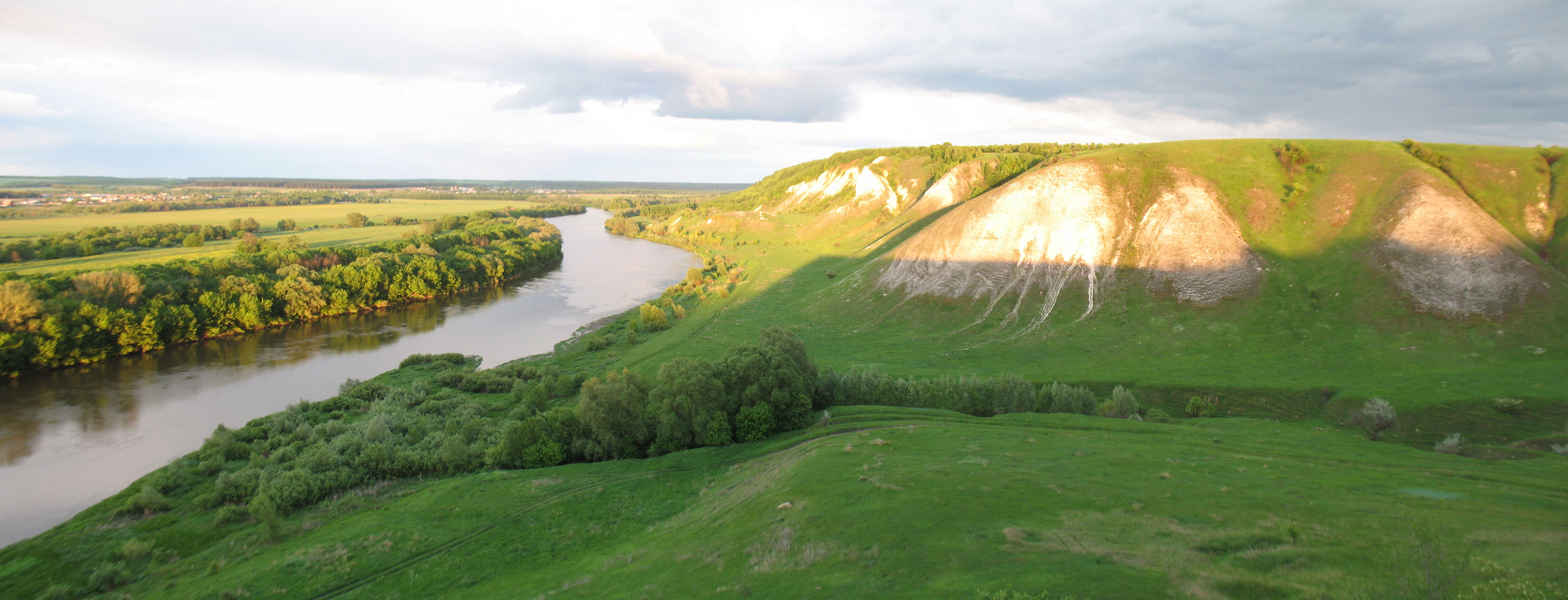
Дон в селе Сторожевое Воронежской области

Дон судоходен на протяжении 1590 км вверх от устья, до Воронежа, регулярное судоходство действует до города Лиски (1355 км).
В районе Калач-на-Дону излучина Дона приближается к Волге на максимально близкое расстояние — около 70 километров. С I тысячелетия нашей эры здесь возникает волгодонская переволока, существовавшая до 1952 года, когда транспортную связь между реками стал исполнять канал ВолгоДон.
В районе станицы Цимлянская построена плотина протяжённостью 12,8 км, поднимающая уровень воды в реке на 27 м и формирующая Цимлянское водохранилище, раскинувшееся от Голубинской до Волгодонска, общей ёмкостью 21,5 км³ (полезная ёмкость — 12,6 км³) и площадью 2600 км². При плотине также размещена гидроэлектростанция. Воды Цимлянского водохранилища используют для орошения и обводнения Сальских степей и других степных пространств Ростовской и Волгоградской областей.
На протяжении около 130 км ниже по течению от Цимлянской ГЭС, глубина реки, необходимая для судоходства, поддерживается при помощи четырёх гидроузлов с плотинами и шлюзами: Николаевского, Константиновского, Кочетовского и Багаевского. Старейший и наиболее известный из них, Кочетовский гидроузел (47°34′07″ с. ш. 40°51′10″ в. д.), расположен в 7,5 км ниже впадения в Дон реки Северский Донец (то есть в 131 км выше по течению от города Ростова-на-Дону). Он был построен в 1914—1919 годах и реконструирован в 2004—2008 годах. При реконструкции была добавлена вторая нитка шлюза.
Ниже Багаевского гидроузла плотин больше нет, и судоходная глубина поддерживается систематическим землечерпанием.

## Притоки
Реки указаны от устья к истоку (указаны км от устья).
- 2 км: рукав Сусат
- 4,8 км: рукав Сухой Донец
- 17,3 км: Азовка
- 32 км: Койсуг (лв)
- 44 км: Темерник (пр)
- 66 км: Черкасская (ерик Подпольный) (лв)
- 99 км: Маныч (Западный Маныч) (лв)
- 134 км: Аксай (Аксай) (пр)
- 153 км: рукав без назв., в 2 км к В от ст. Раздорская
- 165 км: Сал (Джурак-Сал, Джурюк-Сал, Джуру) (лв)
- 218 км: Северский Донец (ошибочно — Северный Донец) (пр)
- 220 км: Кагальник, рукав р. Дон (пр)
- 270 км: Старый Дон (лв)
- 286 км: рукав Сухая
- 317 км: Чир (пр)
- 327 км: Кумшак (пр)
- 604 км: Иловля (лв)
- 627 км: Волочилище
- 702 км: Сухая Перекопка (пр)
- 754 км: без названия, у ст-цы Распопинская
- 784 км: Старица
- 792 км: Медведица (лв)
- 823 км: Хопёр (лв)
- 834 км: Елань
- 849 км: Зимовная (лв)
- 853 км: без названия, у с. Еринский
- 867 км: Чёрная
- 876 км: Решетовка (лв)
- 888 км: Тихая (пр)
- 926 км: Песковатка (лв)
- 936 км: без названия, у с. Кукуевский
- 939 км: Матюшина (лв)
- 953 км: Яр Сухой Донец (пр)
- 958 км: Непрядва, в 0,7 км к В от с. Монастырщина
- 983 км: Подгорная (Тулучеевка) (лв)
- 1022 км: Богучарка (Богунчар, Богучар) (пр)
- 1043 км: без названия, в 1,5 км к ЮЗ от с. Ковыльный
- 1057 км: Мамоновка (овраг Мамон) (лв)
- 1105 км: Чёрная Калитва (Калитва) (пр)
- 1125 км: Казинка (лв)
- 1161 км: Осередь (Осеред, балка Осеред) (лв)
- 1197 км: Битюг (лв)
- 1222 км: без названия, в 1,5 км к СВ от с. Марки
- 1237 км: без названия, у с. Кобылька
- 1244 км: без названия, в 1,5 км к Ю от с. Николаевка
- 1262 км: Икорец (лв)
- 1299 км: Тихая Сосна (пр)
- 1311 км: Коротоячек, на восточной окраине с. Коротояк
- 1317 км: Потудань (Боровая Потудань) (пр)
- 1322 км: Девица (Нижняя Девица), в 1 км к ЮВ от с. Девица (пр)
- 1327 км: без названия, у с. Голдаевка
- 1340 км: Хворостань (лв)
- 1346 км: без названия, в 1 км к ЮЗ от с. Аношкино
- 1403 км: Воронеж (лв)
- 1425 км: Девица, у г. Семилуки (пр)
- 1439 км: Ведуга (пр)
- 1461 км: без названия, у клх им. Мичурина
- 1468 км: Большая Верейка (Верейка) (пр)
- 1475 км: Нега (пр)
- 1511 км: Аржава (пр)
- 1523 км: Снова (пр)
- 1529 км: Репец (лв)
- 1532 км: ручей Гнилуша (лв)
- 1573 км: Хмелинка (пр)
- 1585 км: Чичора (пр)
- 1596 км: без названия, у юж. окраины с. Водопьяново
- 1598 км: без названия, у сев. окраины с. Водопьяново
- 1608 км: Сосна (Быстрая Сосна)
- 1618 км: Лубна (лв)
- 1625 км: Куйманка (лв)
- 1641 км: Павелка (лв)
- 1645 км: Красивая Меча (Красивый Мечь) (пр)
- 1655 км: Семибратский (лв)
- 1665 км: Лебедянка (лв)
- 1673 км: Сквирня (лв)
- 1684 км: Ракитянка (Хорошовка) (пр)
- 1708 км: Вязовня (Вязовка, Вязовая) (пр)
- 1717 км: без названия, у с. Бигильдино
- 1729 км: без названия, у с. Масловка
- 1739 км: Кочуровка (лв)
- 1742 км: Рожня
- 1748 км: Круглянка (лв)
- 1774 км: Паника (Мшара) (лв)
- 1782 км: Рыхотка (пр)
- 1797 км: Мокрая Табола (лв)
- 1809 км: Непрядва (пр)
- 1816 км: Казановка (лв)
- 1825 км: Муравлянка (пр)
- 1828 км: Большая Сукромка (Сукромна) (пр)
- 1840 км: Донец (лв)
- 1841 км: руч. Ржавец (Ветровка) (пр)
- 1843 км: без названия, в 1 км к Ю от с. Лупишки
- 1848 км: Люторичь (Люторич) (пр)
- 1862 км: Бобрик (Бобрики) (пр)

### Крупнейшие притоки

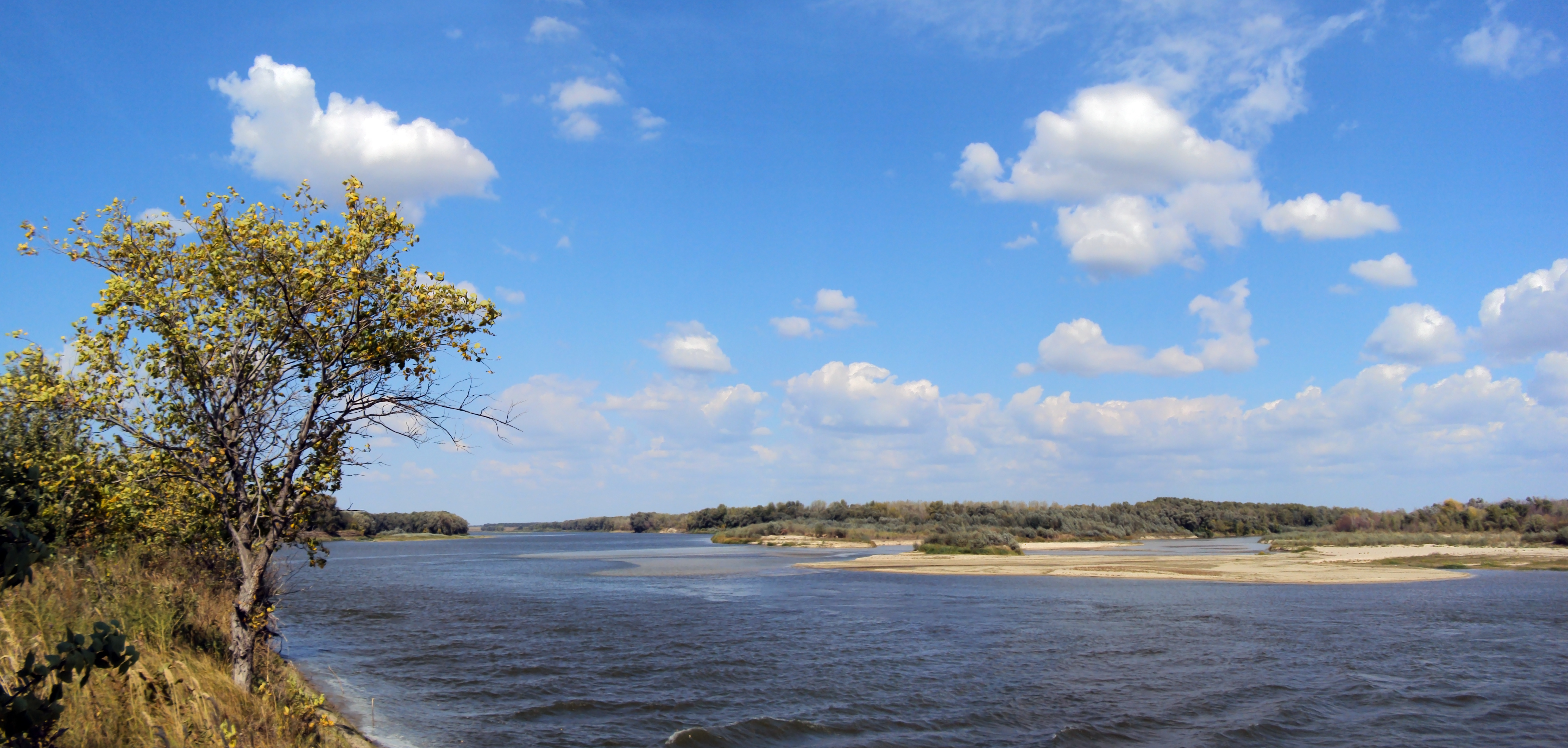
Медведица впадает в Дон

- Северский Донец (правый): длина — 1016 км, площадь бассейна — 99 600 км²;
- Хопёр (левый): длина — 1008 км, площадь бассейна — 61 100 км²;
- Медведица (левый): длина — 764 км, площадь бассейна — 34 700 км².

## Географические объекты на Дону

### Крупные рукава дельты Дона
- Мёртвый Донец
- Старый Дон
- Большая Каланча
- Большая Кутерьма
- Переволока
- Мокрая Каланча
- Средняя Кутерьма

### Города от истока к устью

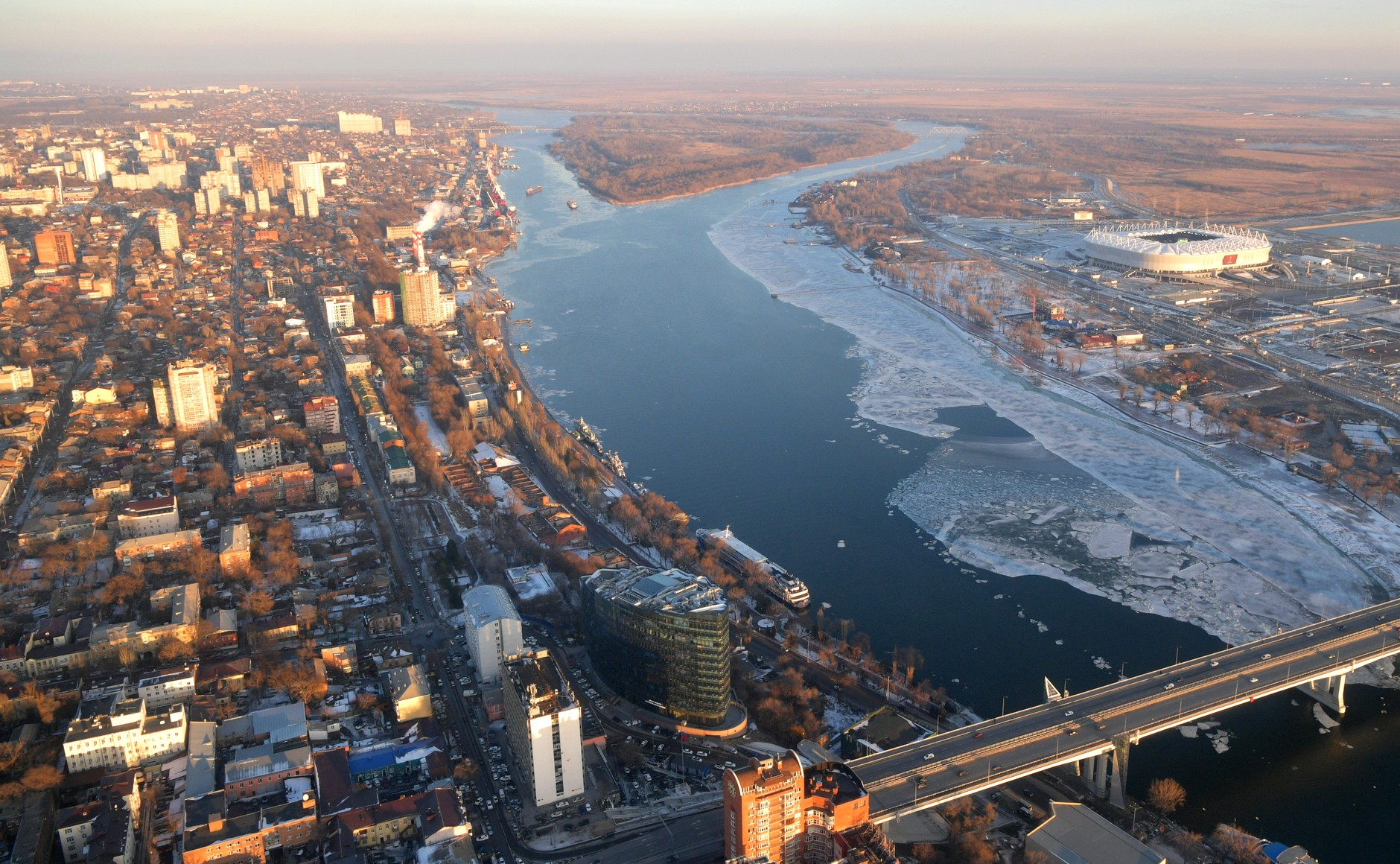
Дон в Ростове-на-Дону

- Новомосковск
- Епифань (пос.)
- Данков
- Лебедянь
- Задонск
- Семилуки
- Воронеж
- Нововоронеж
- Лиски
- Павловск
- Серафимович
- Калач-на-Дону
- Волгодонск
- Цимлянск
- Константиновск
- Семикаракорск
- Аксай
- Ростов-на-Дону
- Азов

### Острова на Дону
- Арпачинский остров
- Большой остров
- Малый остров
- Шишловский остров
- остров Межонка
- Зелёный остров
- Быстрый остров
- Казачий остров

### Прочие
- Цимлянская ГЭС
- Багаевский гидроузел

## Флора и фауна

### Рыбы

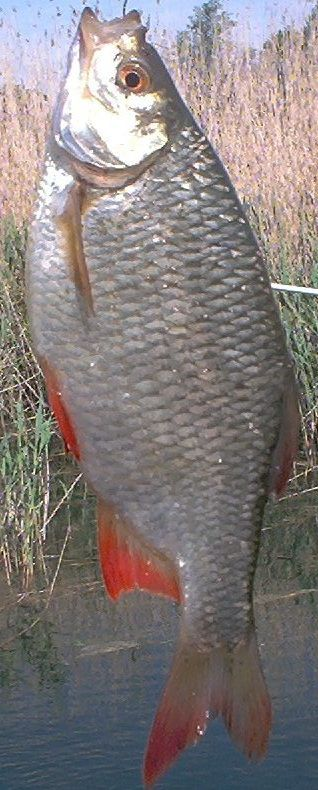
Краснопёрка

В Дону водится 67 видов рыб. В то же время, загрязнение реки и сильная рекреационная нагрузка привели к существенному уменьшению рыбных запасов реки. Наиболее распространены мелкие виды рыбы: окунь, плотва, краснопёрка, карась, жерех, а среди средних и крупных видов (лещ, судак, сом, щука) в настоящее время большие экземпляры встречаются всё реже.

### Земноводныеипресмыкающиеся
На берегах реки, в пойменных болотах можно встретить водяную лягушку, жерлянку, обыкновенных и гребенчатых тритонов, реже встречаются обыкновенный и водяной ужи, а также болотная черепаха. Одним из самых распространённых животных видов, обитающих вблизи Дона, является, несомненно, зелёная жаба. Эти амфибии гнездятся не только вдоль берегов, но зачастую распространяются глубоко по территории нераспаханных лугов в бассейне реки.

### Млекопитающие
Деятельность человека, главным образом распашка степей, привела к исчезновению распространённых ранее в бассейне Дона животных: диких лошадей, степных антилоп, сурков и многих других. Ещё в шестидесятые-семидесятые годы у отдельных притоков Дона, в основном у реки Оскол, водились байбаки, косули, дикий кабан, а у некоторых стариц можно было встретить выхухоля. В настоящее время из млекопитающих в бассейне реки можно встретить следующих грызунов: речного бобра, большого тушканчика, суслика и мышей, представителей отряда хищных речных выдр, норок, ласк, степных и лесных хорьков. Летучие мыши по-прежнему обитают в бассейне реки.

### Птицы

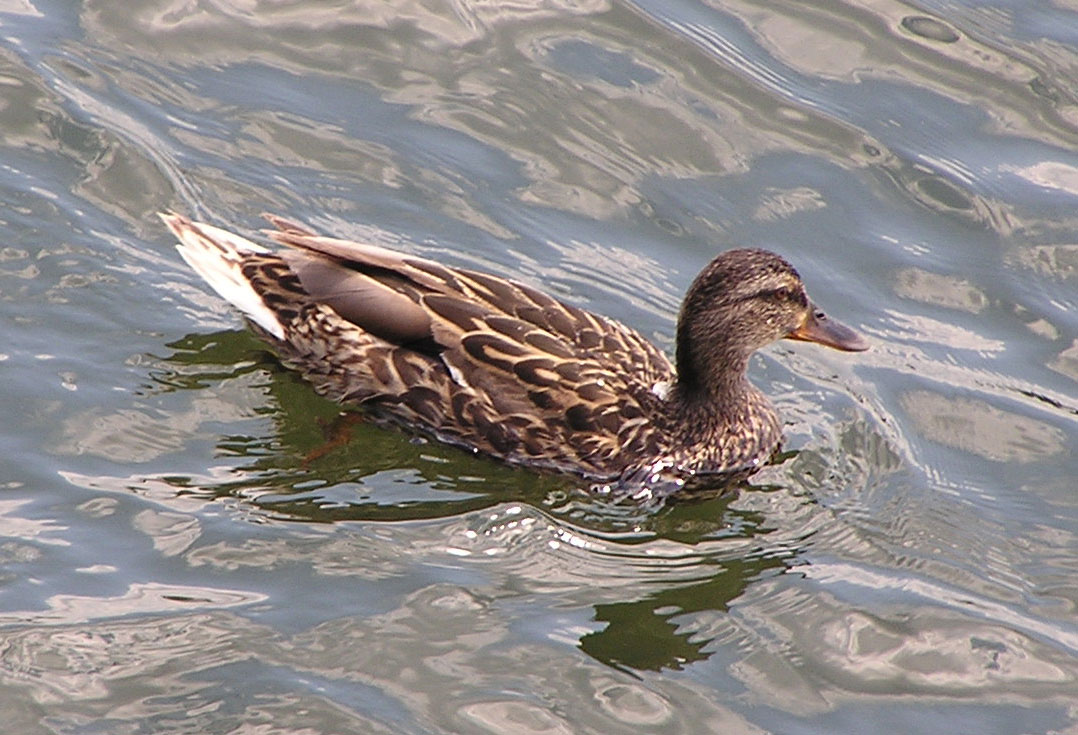
Утка

За последние 100—150 лет количество видов птиц, обитающих в бассейне Дона, резко сократилось. Исчезли такие ранее распространённые виды как степные орлы, тиркуши, кречетки, стрепеты, чёрные и белокрылые жаворонки. Перестали гнездиться у реки гуси, лебеди, орлы беркуты, орланы-белохвосты, соколы сапсаны, осоеды, скопы. Создание искусственных лесополос в шестидесятые годы, в том числе по берегам Дона, привлекло в бассейн реки различных насекомоядных птиц, которые ранее здесь не встречались: горлиц, сорок и жуланов. Среди сохранившихся пока птиц — несколько видов уток и куликов, а также ворона, поганка, дроздовидная камышовка и уже редко встречающиеся цапли, аисты, журавли красавки. В перелётный сезон можно также увидеть некоторые виды перелётных птиц: серого гуся, казарку и других.

### Растительность
Есть сведения о том, что ещё Пётр I использовал лес с берегов Дона для постройки кораблей, участвовавших в русско-турецких войнах. Бо́льшая часть лугов вдоль берегов реки, на которых росли сотни видов разнообразных диких трав, были распаханы к XX веку. Большое количество видов диких растений сохранилось вблизи пойменных болот — здесь можно встретить иву, берёзу пушистую, ольху клейкую, крушину ломкую. Вдоль реки распространены камыш, хвощ топяной, осока, вербейник кистецветный, сабельник болотный и другие виды трав.

## Галерея

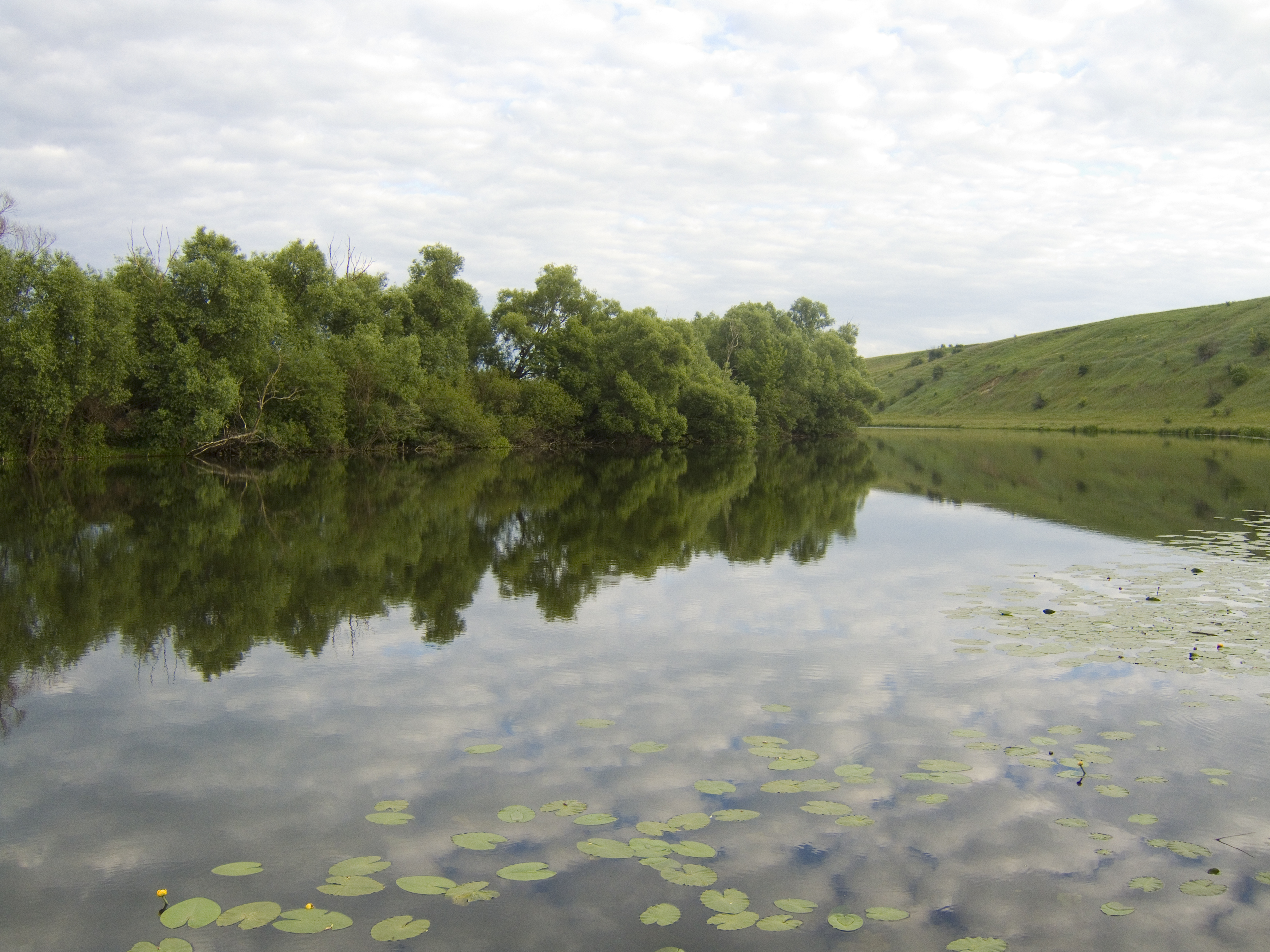
Дон в Полибине (Липецкая область)
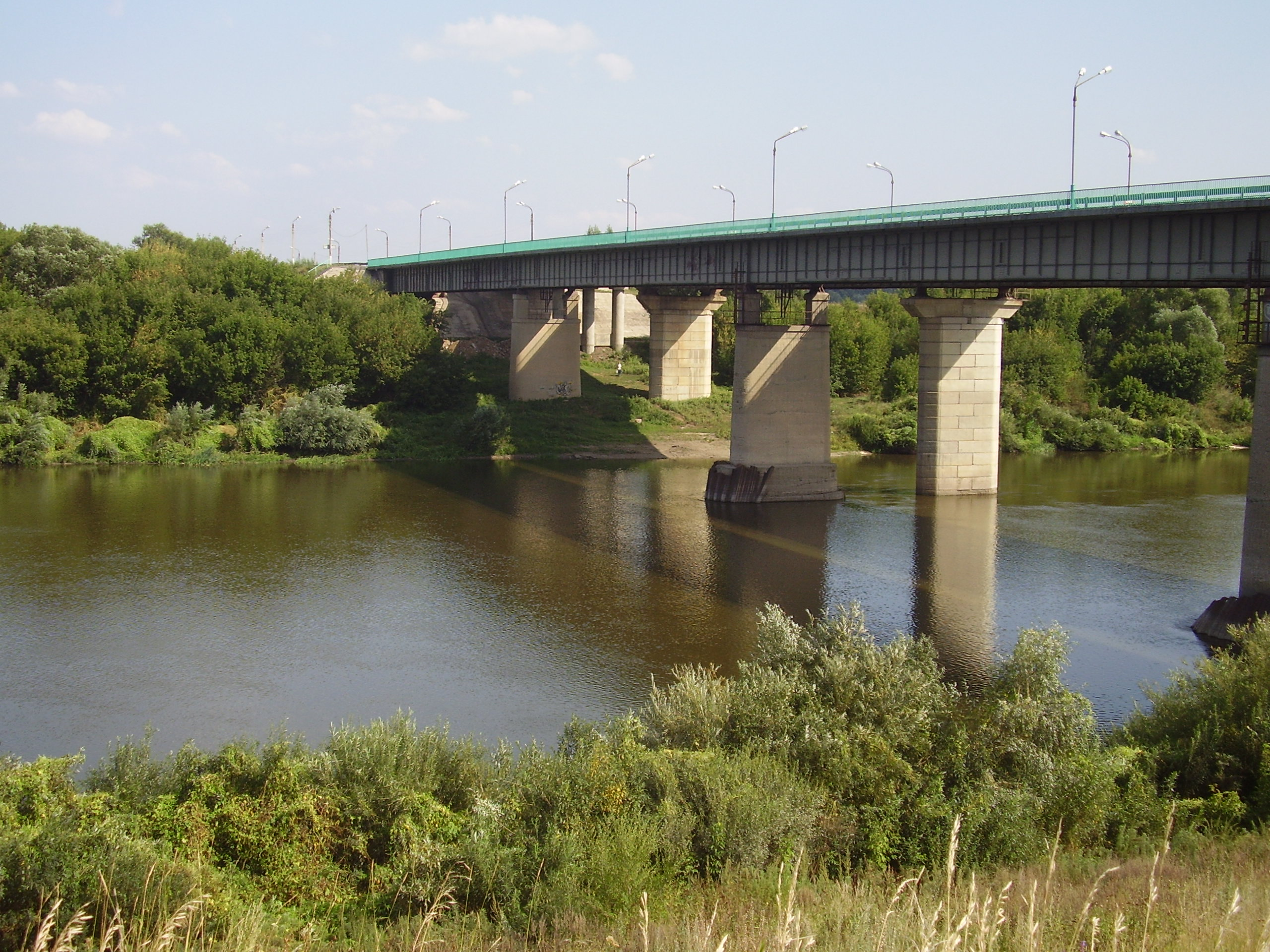
Мост через Дон у Воронежа на трассе Р298
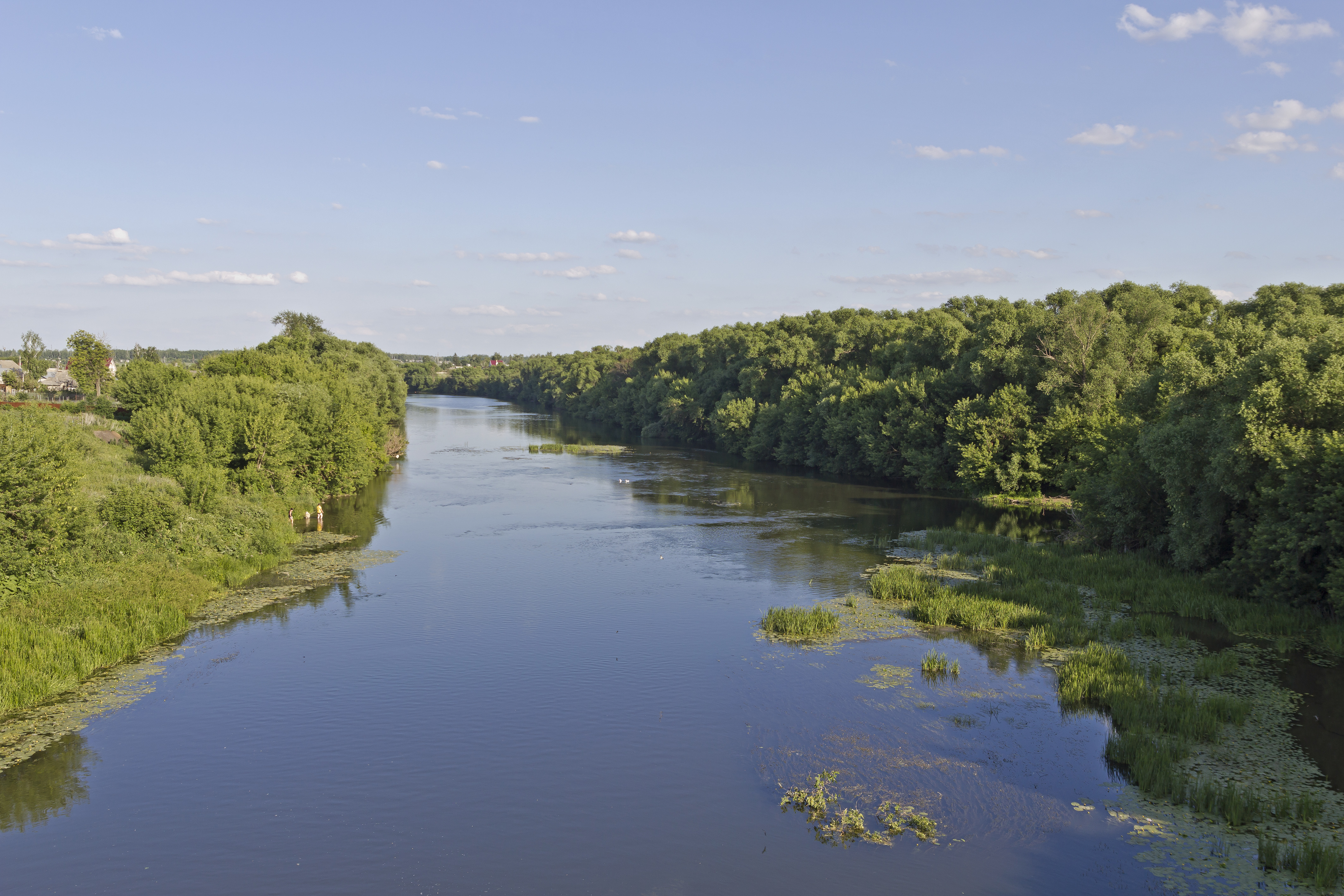
Дон в Данкове в Липецкой области
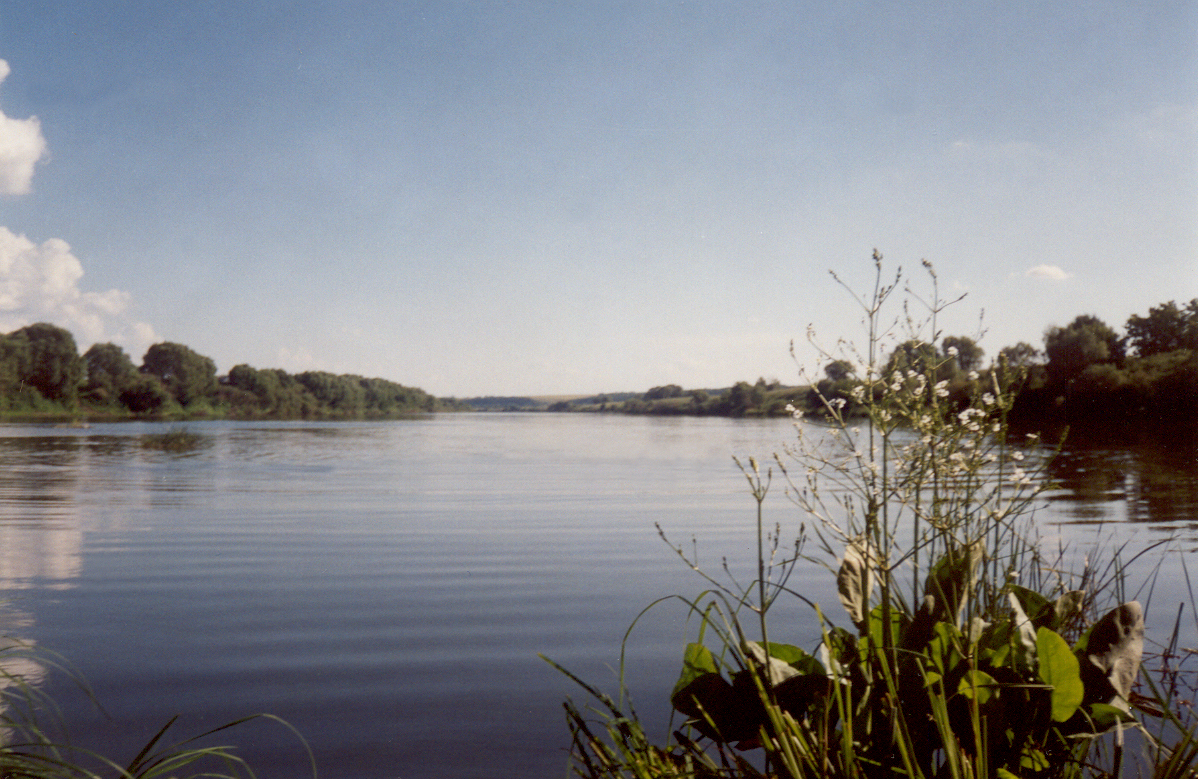
Дон возле Ельца в Липецкой области
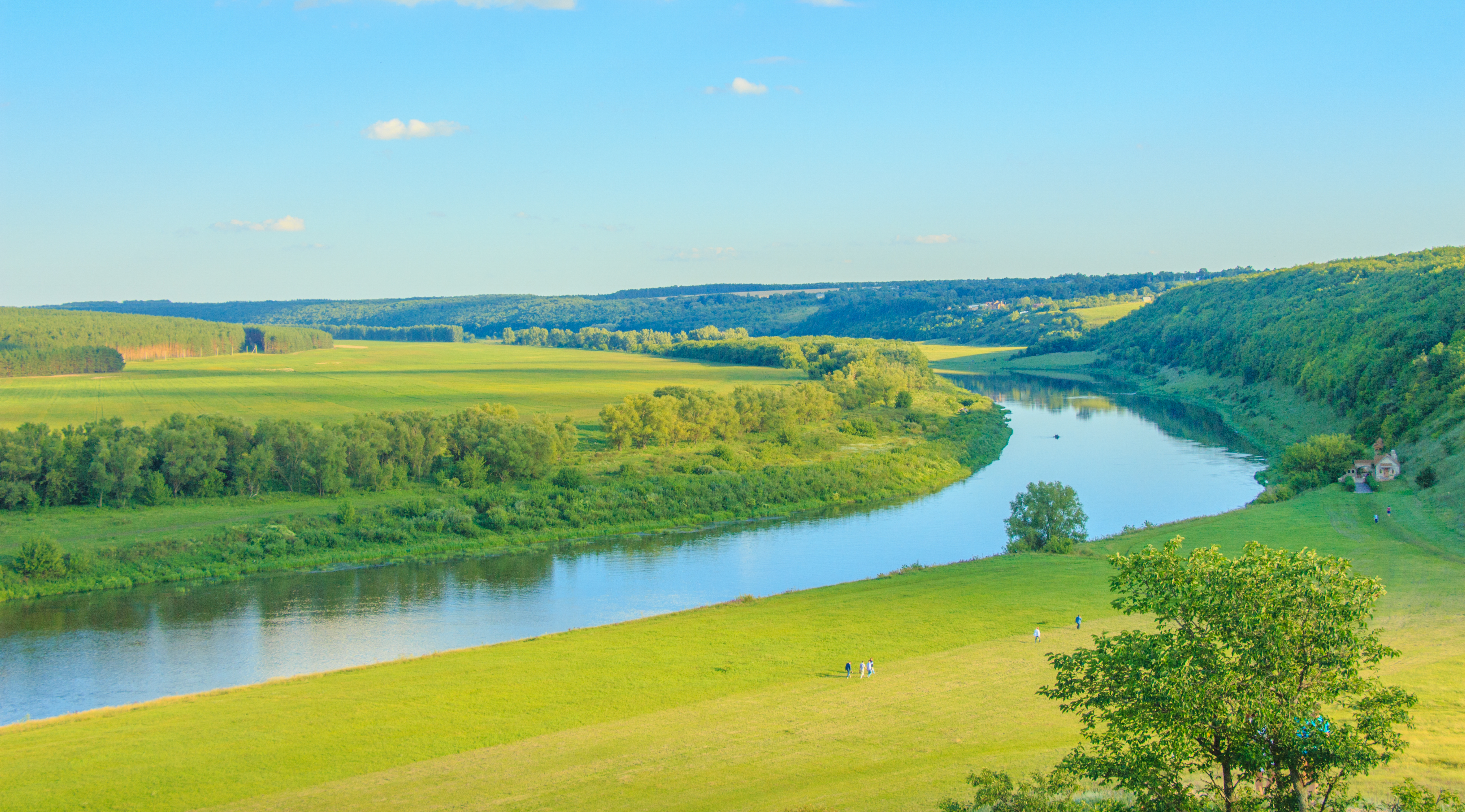
Дон близ деревни Каменка в Задонском районе Липецкой области
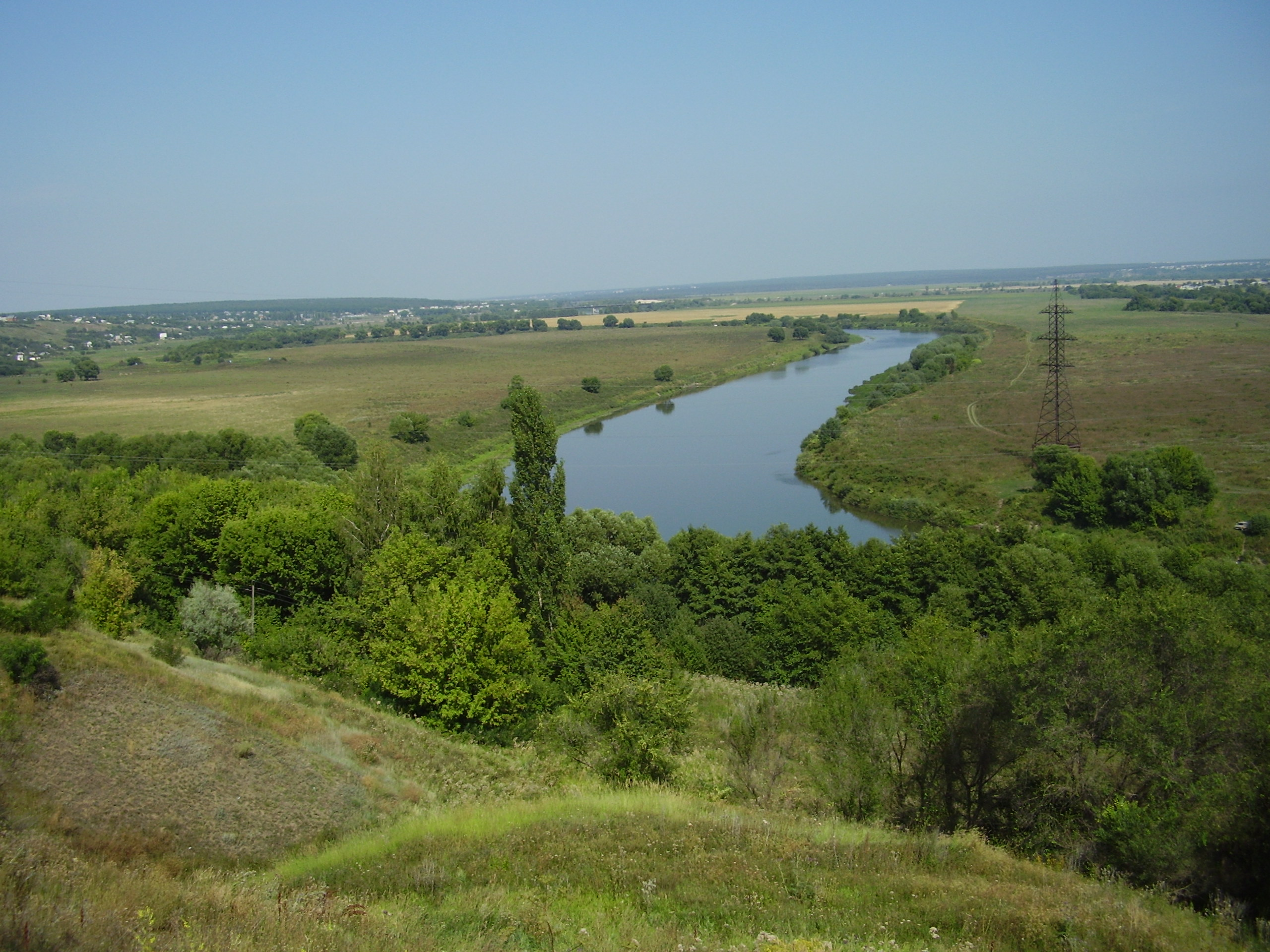
Дон у Семилук в Воронежской области
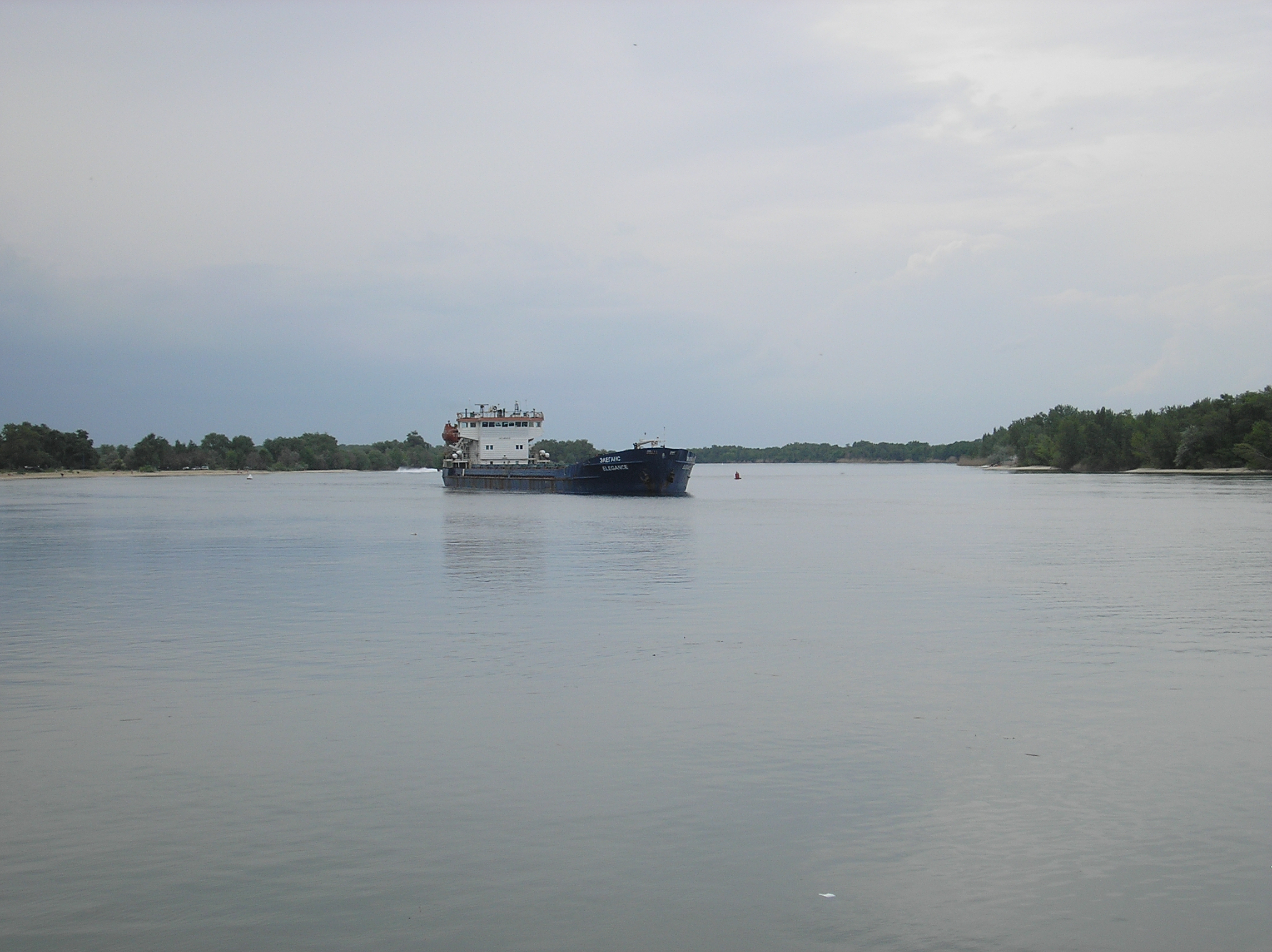
Дон вблизи Волгодонска (станица Романовская)
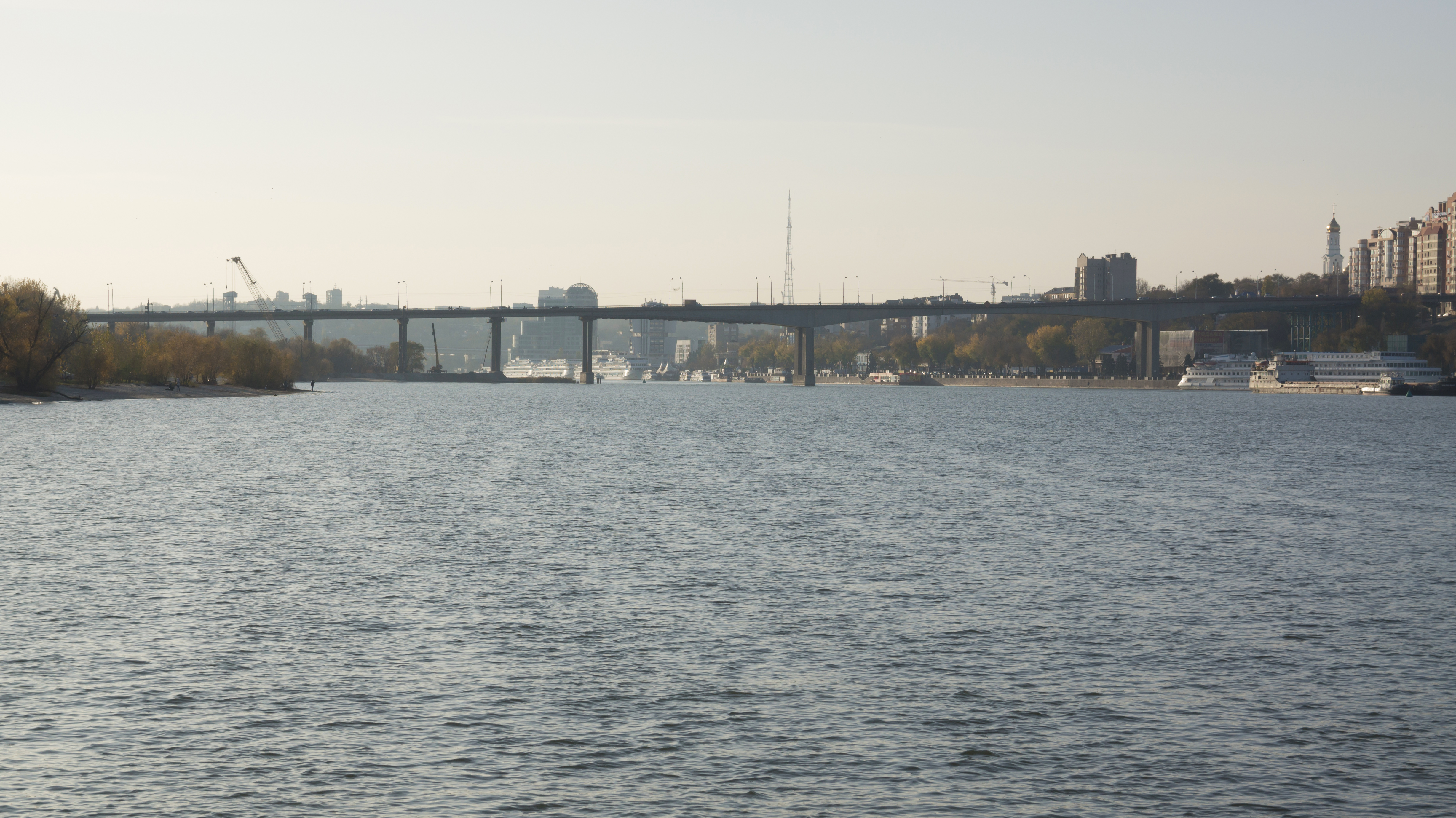
Дон в Ростове-на-Дону
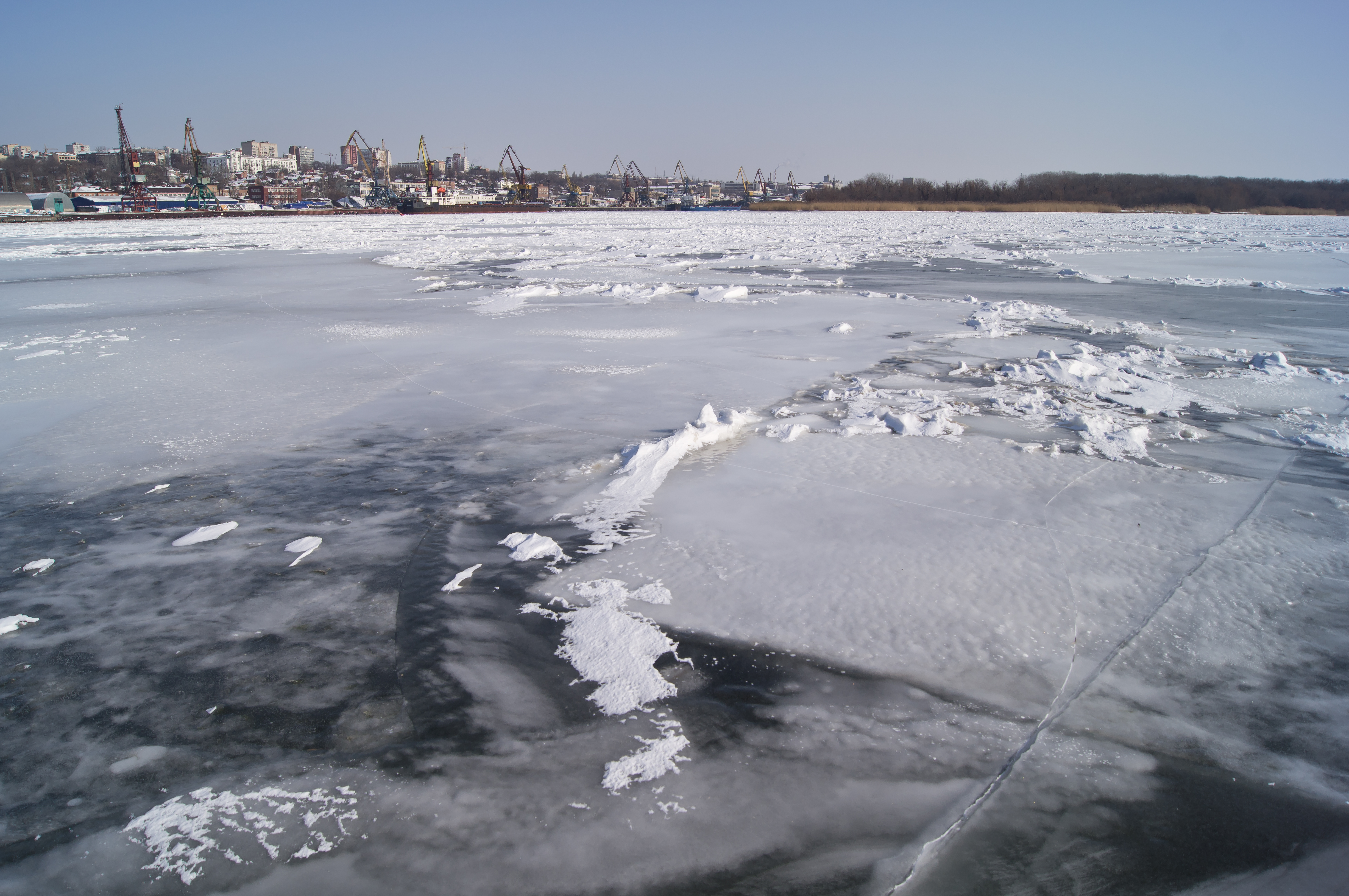
Замёрзший Дон в черте Ростова-на-Дону

## Дон в культуре

Скульптура «Дон батюшка»

- Дон упоминается в песне «Ще не вмерла України», основе Государственного гимна Украины: «Станем, браття, в бій кривавий від Сяну до Дону». Однако в официальную редакцию гимна эта строка не вошла. При этом Украина не имеет выход к Дону, но имеет к Сану.
- В Ростове-на-Дону в 2013 году на набережной Дона установлена скульптура — «Дон батюшка». Так называют Дон в литературе и фольклоре в его нижнем течении (а также «Батюшка Дон»). Аналогично реке Волга — «Волга матушка» («Матушка Волга»).
- Архитектурный комплекс «Исток Дона» в городе Новомосковск.
- Роман Михаила Шолохова «Тихий Дон» — наиболее известное упоминание реки Дон.
- Песня «Левый берег Дона» Михаила Шуфутинского.
- День реки Дон в Ростовской области будет отмечаться ежегодно в третью субботу мая[25].
- Согласно Саге об Инглингах мир богов Ванов Ванахейм располагается близь реки Дон.